# Stephanie (película)
Stephanie es una película de terror sobrenatural estadounidense de 2017 dirigida por Akiva Goldsman, a partir de un guion de Ben Collins y Luke Piotrowski. Está protagonizada por Frank Grillo, Anna Torv y Shree Crooks.
La película tuvo su estreno mundial en el Overlook Film Festival el 27 de abril de 2017. Fue estrenada a través de vídeo bajo demanda el 17 de abril de 2018 por Universal Pictures.

## Argumento
Stephanie es una niña que fue abandonada por sus padres en su casa. Con solo una tortuga de juguete con quien hablar, también hay una fuerza sobrenatural oscura que la vigila. Se alude a un evento apocalíptico en varias transmisiones de noticias, pero Stephanie pasa por los canales para ver Despereaux, Equestria Girls y La magia de la amistad. Se revela que ella está guardando el cadáver de su hermano, Paul, en su cama para ocasionalmente gritarle y abusar físicamente. Después de que se reconcilian, ella a veces toma su mano fría, que aprieta la de ella. Mientras hace cosas caprichosas como fiestas de té con animales de peluche, una figura sombría la amenazará, pero la escena terminará con un sobresalto de ella despertando en su cama. Los padres de Stephanie, Eric y Jane, finalmente regresan y se disculpan por dejarla. Entierran el cadáver de Paul en el patio e intentan reanudar una vida normal. Eric mantiene un arma en su cinturón en todo momento. Jane tiene grandes cicatrices en el estómago. Esa noche, el cadáver de Paul es catapultado a través de la ventana del ático, causando angustia a Eric y Jane, pero sin afectar a Stephanie.
A la mañana siguiente, Eric le pide que les cuente sobre el día que se fueron. Stephanie y Paul habían estado tallando calabazas. Cuando Paul se burló de ella y dañó su calabaza, ella le rompió el cuello con su telequinesis. Cuando Jane vino a investigar, recibió un golpe en el abdomen. La telequinesis de Stephanie toma la forma de tentáculos gigantes de pulpo invisibles.
Eric y Jane revelan que no hay monstruo: el monstruo es Stephanie. Estaba alucinando con la figura sombría que la había estado acosando. Sus padres la drogan e intentan realizar una cirugía cerebral para anular sus poderes. Stephanie se despierta y destruye telequinéticamente el laboratorio. Los noticieros explican que el evento apocalíptico es que niños asesinos y telequinéticos como Stephanie han estado apareciendo en todo el mundo, y no hay cura para sus poderes o impulsos asesinos: deben ser asesinados. Stephanie actúa como si nada hubiera pasado a la mañana siguiente. Eric y Jane envenenan un chocolate caliente destinado a ella. Eric explica su teoría de que una fuerza está poseyendo a Stephanie y a los otros niños. Cuando se encuentra en este estado, Stephanie ocasionalmente desarrolla manchas oscuras en su rostro, lo que da crédito a esta teoría. Stephanie se prepara para beber el cacao, pero su telequinesis de forma autónoma se lo quita de la mano. Ella se mueve para atacar a Eric, y él le dispara varias veces, aparentemente matándola.
Stephanie regresa a casa, ilesa, tortura y mata a sus padres y les dice que nunca deberían haber regresado. Ella destruye telequinéticamente la casa y sale, arrastrando los cadáveres de sus padres y dejándolos en la tumba de Paul. Luego deja caer y pisa su tortuga de juguete, presumiblemente mostrando que ahora está poseída por la fuerza, y destruye todas las demás casas del vecindario. Se muestra que su sombra tiene largos tentáculos.
La película termina alejándose para mostrar la Tierra: hay incendios por todas partes, lo que muestra que los otros niños telequinéticos están causando destrucción de manera similar en todo el mundo.

## Reparto
- Shree Crooks como Stephanie
- Frank Grillo como papá, Eric[1]
- Anna Torv como mamá, Jane[2]
- Jonás Beres como Paul
- Lausaundra Gibson como reportera de televisión
- Samantha Smith como doctora
- Harold Perrineau como líder (sin acreditar)

## Producción
Deadline anunció que Akiva Goldsman firmó para dirigir la película y que Blumhouse Productions, Gotham Group, Unbroken Pictures y Matt Kaplan con Chapter One Films producirían. Jason Blum con Blumhouse Productions tenía un trato con Universal para que la película pasara por ellos para su distribución. La película fue escrita por Ben Collins y Luke Piotrowski.

## Lanzamiento
La película tuvo su estreno mundial en el Overlook Film Festival el 27 de abril de 2017. Fue lanzada en video on demand el 17 de abril de 2018, antes de ser lanzada en DVD el 1 de mayo de 2018.